# Joachim Oppenheim
 Joachim (Ḥayyim) Oppenheim  eller  Joachim Heinrich Oppenheim  (jiddisch: חיים אפפענהיים) (født 29. september 1832, død 27. april 1891) var en forfatter og rabbiner af Toruń.